# Dlinni Buzuluk
Dlinni Buzuluk (en rus: Длинный Бузулук) és un poble de l'óblast de Tambov, a Rússia, segons el cens del 2010 tenia 45 habitants.